# Dracontium
Dracontium é um género botânico pertencente à família Araceae.
Na classificação taxonômica de Jussieu (1789), Dracontium é um gênero  botânico,  ordem Aroideae,  classe Monocotyledones com estames hipogínicos.

## Sinônimos
- Echidnium
- Ophione

## Espécies
- Dracontium asperum
- Dracontium costaricense
- Dracontium dressleri
- Dracontium foetidus
- Dracontium pentaphyllum
- Dracontium pertusum
- Dracontium polyphyllum

## Classificação do gênero
| Sistema | Classificação                      | Referência               |
| ------- | ---------------------------------- | ------------------------ |
| Linné   | Classe Gynandria, ordem Polyandria | Species plantarum (1753) |